# Diatraea venosalis
Diatraea venosalis là một loài bướm đêm trong họ Crambidae.